# Sporthal (tramhalte)
Sporthal is een tramhalte die deel uitmaakt van het Antwerpse tramnetwerk. De halte ligt in de Blancefloerlaan op de Linkeroever buiten het centrum van Linkeroever. De naam is simpelweg afgeleid van de nabijgelegen sporthal die zich aan de zuidkant van de laan bevindt. In september 1990 werd de halte in gebruik genomen nadat de Brabotunnel onder de Schelde, die de lijn met het centrum van Antwerpen verbindt, klaar was voor gebruik. Sinds 2017 kan je in het station vier lijnen nemen: namelijk , ,  en .